# Калужна (Нижньосілезьке воєводство)
Калужна (пол. Kałużna) — село в Польщі, у гміні Ольшина Любанського повіту Нижньосілезького воєводства.
Населення — 118 осіб (2011).
У 1975-1998 роках село належало до Єленьоґурського воєводства.

## Демографія
Демографічна структура станом на 31 березня 2011 року:
|          | Загалом | Допрацездатний вік | Працездатний вік | Постпрацездатний вік |
| -------- | ------- | ------------------ | ---------------- | -------------------- |
| Чоловіки | 64      | 18                 | 40               | 6                    |
| Жінки    | 54      | 10                 | 33               | 11                   |
| Разом    | 118     | 28                 | 73               | 17                   |